# Cheiro de velho
A expressão cheiro de velho remete ao odor  característico que algumas pessoas idosas possuem. Embora esse cheiro seja reconhecido em muitas culturas, não há uma explicação definitiva para suas causas, que provavelmente incluem  alterações químicas, desaceleração do metabolismo, ingestão de medicamentos constante e estilo de vida. Um estudo realizado na Universidade de Nagoya, no Japão, identificou uma substância chamada 2-nonenal, que fica mais concentrada na pele de indivíduos com idade avançada. Outro estudo, desta vez publicado na revista científica “PLoS One” evidenciou as mudanças no odor corporal que ocorrem ao longo da vida, e que nesse contexto o cheiro dos idosos seria menos intenso do que o de pessoas mais jovens.